# Jaulzy
Jaulzy és un municipi francès, situat al departament de l'Oise i a la regió dels Alts de França. L'any 2007 tenia 933 habitants.

## Demografia

### Població
El 2007 la població de fet de Jaulzy era de 933 persones. Hi havia 320 famílies de les quals 70 eren unipersonals (29 homes vivint sols i 41 dones vivint soles), 90 parelles sense fills, 127 parelles amb fills i 33 famílies monoparentals amb fills.
La població ha evolucionat segons el següent gràfic:
Habitants censats

### Habitatges
El 2007 hi havia 368 habitatges, 336 eren l'habitatge principal de la família, 17 eren segones residències i 16 estaven desocupats. 324 eren cases i 44 eren apartaments. Dels 336 habitatges principals, 239 estaven ocupats pels seus propietaris, 93 estaven llogats i ocupats pels llogaters i 3 estaven cedits a títol gratuït; 7 tenien una cambra, 17 en tenien dues, 42 en tenien tres, 100 en tenien quatre i 169 en tenien cinc o més. 266 habitatges disposaven pel capbaix d'una plaça de pàrquing. A 149 habitatges hi havia un automòbil i a 162 n'hi havia dos o més.

### Piràmide de població
La piràmide de població per edats i sexe el 2009 era:
| Homes | Edats   | Dones |
| ----- | ------- | ----- |
| 0     | 95 o +  | 0     |
| 0     | 90 a 94 | 4     |
| 4     | 85 a 89 | 8     |
| 0     | 80 a 84 | 4     |
| 4     | 75 a 79 | 16    |
| 20    | 70 a 74 | 8     |
| 8     | 65 a 69 | 16    |
| 16    | 60 a 64 | 24    |
| 16    | 55 a 59 | 8     |
| 28    | 50 a 54 | 16    |
| 20    | 45 a 49 | 36    |
| 56    | 40 a 44 | 52    |
| 20    | 35 a 39 | 28    |
| 16    | 30 a 34 | 28    |
| 32    | 25 a 29 | 36    |
| 12    | 20 a 24 | 20    |
| 64    | 15 a 19 | 32    |
| 60    | 10 a 14 | 40    |
| 16    | 5 a 9   | 32    |
| 20    | 0 a 4   | 16    |

## Economia
El 2007 la població en edat de treballar era de 629 persones, 452 eren actives i 177 eren inactives. De les 452 persones actives 396 estaven ocupades (229 homes i 167 dones) i 56 estaven aturades (27 homes i 29 dones). De les 177 persones inactives 50 estaven jubilades, 45 estaven estudiant i 82 estaven classificades com a «altres inactius».

### Ingressos
El 2009 a Jaulzy hi havia 327 unitats fiscals que integraven 923,5 persones, la mediana anual d'ingressos fiscals per persona era de 16.505 €.

### Activitats econòmiques
Dels 26 establiments que hi havia el 2007, 1 era d'una empresa extractiva, 1 d'una empresa de fabricació de material elèctric, 3 d'empreses de fabricació d'altres productes industrials, 6 d'empreses de construcció, 4 d'empreses de comerç i reparació d'automòbils, 3 d'empreses de transport, 2 d'empreses d'hostatgeria i restauració, 1 d'una empresa d'informació i comunicació, 1 d'una empresa financera, 1 d'una empresa de serveis i 3 d'empreses classificades com a «altres activitats de serveis».
Dels 8 establiments de servei als particulars que hi havia el 2009, 2 eren tallers de reparació d'automòbils i de material agrícola, 3 paletes, 1 lampisteria i 2 restaurants.
L'any 2000 a Jaulzy hi havia 3 explotacions agrícoles que ocupaven un total de 357 hectàrees.

## Equipaments sanitaris i escolars
El 2009 hi havia una escola elemental.

## Poblacions més properes
El següent diagrama mostra les poblacions més properes.